# KOI-4878
KOI-4878은 용자리에 위치한 항성이다. 2014년에 발견된 천체이다.

## 설명
KOI-4878은 지구에서 1075광년 떨어진 곳에 위치하고 있으며 태양계의 유일한 항성인 태양과 같이 G형 주계열성인 항성이다. 이항성은 태양과 비슷한 특징을 가지고 있으며 항성의 온도도 태양과 비슷한 온도를 가지고 있다. 태양에 비해서는 항성의 나이가 더 많을 것으로 추정되며 지구와 매우 유사한 환경을 가진 슈퍼지구에 속하는 외계 행성인 KOI-4878.01을 거느리고 있는 것이 확인된 항성이다. 현재까지는 거느리고 있는 외계 행성이 KOI-4878.01만 발견되었지만 추후 이항성에 대하여 연구를 더 진행하면 KOI-4878.01 외에 다른 행성들도 발견할 수 있을 것으로 보이며 행성계도 태양계와 유사할 것으로 추정된다.

## 같이 보기
- 항성
- 용자리
- G형 주계열성